# إيلو مير

إيلومير، أو إلو-مي-إير، كان الملكالأشوري الواحد والعشرون وفقا لقائمة ملوك آشور الذي ذكر فيها أنه الخامس من أصل عشرة في القسم الخاص بالملوك المعروفين الأب'" والذي سمي بقائمة ملوك الأسلاف. وكثيرا ما تم تفسيره على أنها قائمة أسلاف الملك الأموريشمشي أدد الأول الذي غزا مدينة آشور. وتذكر قائمة الملوك أنه ابن وخليفة الملك هاياني. وأنه والد ياكاميسي الذي خلفه في الحكم.